# Aero Portuguesa
A AP - Aero Portuguesa (ou Aero-Portuguesa), nome comercial da Sociedade Aero Portuguesa, Lda., foi uma empresa de aviação portuguesa, criada em 1934.

## História
A Aero Portuguesa foi a primeira empresa a prestar um serviço aéreo comercial regular em Portugal. Ao ser criada, o seu objectivo principal inicial era o de estabelecer ligações aéreas regulares de transporte de passageiros entre Portugal e Marrocos e de serviço postal entre Portugal e Brasil. Estas ligações funcionariam como uma extensão das linhas da Air France da qual a empresa era inicialmente subsidiária. Também foram projectadas ligações entre Lisboa, Madrid e Paris, entre a Guiné Portuguesa e Cabo Verde e entre Ponta Negra e Luanda, as quais nunca chegaram a ser activadas, em virtude das dificuldades causadas pelo início da Segunda Guerra Mundial.

## Início das operações
A ligação entre Lisboa, Tanger e Casablanca foi iniciada em Outubro de 1934. Em Janeiro de 1936 iniciou-se a ligação aérea postal entre Lisboa e o Brasil.
A ligação entre Portugal e Marrocos atingiu uma elevada importância durante a Segunda Guerra Mundial, em virtude da Aero Portuguesa ter passado a ser a única empresa de aviação de um país neutro a ser autorizada a servir um território beligerante. Esta ligação tornou-se assim a única comunicação que os Aliados possuiam com o Norte de África. A linha foi, entre outras, utilizada por inúmeros refugiados da Europa que procuravam asilo em Tânger. Neste âmbito, a ligação da Aero Portuguesa entre Lisboa e Casablanca ficou imortalizada no filme Casablanca com Humphrey Bogart e Ingrid Bergman.

## Pós-guerra e integração na TAP
No final da Segunda Guerra Mundial a Aero Portuguesa voltou a planear a expansão dos seus serviços, tanto no âmbito das rotas internacionais como no das rotas imperiais. No entanto, a criação do Secretariado da Aeronáutica Civil, e o seu objectivo de formar uma grande companhia aérea de bandeira, que viria a ser a TAP, obstou essa expansão. A empresa acabou por terminar as suas operações em 1953 com a integração dos seus serviços na TAP.

## Aeronaves operadas
- Wibault 283-T
- Junkers Ju 52
- Fokker F.VII
- Lockheed Lodestar
- Farman